# Augusta (Virginie-Occidentale)
Pour les articles homonymes, voir Augusta.
Augusta est une zone non incorporée d'une population de 4 728 habitants (2000) des États-Unis située dans le comté de Hampshire en Virginie-Occidentale.